# Szlak Południowej Wielkopolski
Szlak Południowej Wielkopolski – samochodowy szlak turystyczny w południowej Wielkopolsce, w Kaliskiem. Oś szlaku stanowi droga krajowa nr 11.

## Historia
Szlak stanowi wspólną inicjatywę pięciu powiatów: jarocińskiego, pleszewskiego, ostrowskiego, ostrzeszowskiego, kępińskiego. Został oficjalnie otwarty 3 listopada 2008. Powstał dzięki pomocy finansowej Urzędu Marszałkowskiego Województwa Wielkopolskiego i współpracy Oddziału Polskiego Towarzystwa Turystyczno-Krajoznawczego w Ostrowie Wielkopolskim. 

## Obiekty
Na szlaku zlokalizowane są następujące obiekty:
- kościół św. Walentego w Radlinie,
- kościół św. Marcina w Jarocinie,
- kościół św. Andrzeja w Golinie,
- zespół pałacowy w Zakrzewie,
- planetarium w Potarzycy,
- park i pałac w Dobrzycy,
- zamek w Gołuchowie,
- Ośrodek Kultury Leśnej w Gołuchowie,
- pałac-muzeum Lipskich w Lewkowie,
- konkatedra św. Stanisława Biskupa w Ostrowie Wielkopolskim,
- pałac myśliwski w Antoninie,
- kościół Narodzenia Najświętszej Maryi Panny w Kotłowie,
- Mikstat,
- baszta w Ostrzeszowie,
- zalew i Krzyż Milenijny na Kobylej Górze,
- punkt widokowy na Bałczynie,
- kościół Narodzenia Najświętszej Maryi Panny na Pólku pod Bralinem,
- ratusz w Kępnie,
- kościół św. Andrzeja i św. Wawrzyńca w Baranowie,
- pałac Szembeków w Siemianicach.

## Oznakowanie
Na terenie powiatów, które obejmuje szlak, ustawiono m.in. znaki drogowe E-22c "informacja o obiektach turystycznych", pokazujące najciekawsze obiekty. 